# انقلاب (فیلم ۱۹۸۵)
انقلاب (به انگلیسی:Revolution) فیلمی در ژانر تاریخی و به کارگردانی هیو هادسن است که در سال ۱۹۸۵ میلادی ساخته شد.

## بازیگران
- آل پاچینو
- ناستاسیا کینسکی
- دونالد ساترلند
- استفان گریف
- جان ولز

## داستان
داستان فیلم مربوط به فردی نیویورکی، شکارچی و فروشنده پوست حیوانات است که به صورت ناخواسته عضو نیروهای انقلابی در جریان جنگ انقلاب آمریکا می‌شود.

## حاشیه
- این فیلم به محض اکران در گیشه با یک شکست بزرگ تجاری مواجه شد. برای ساخت این فیلم بیست و هشت میلیون دلار هزینه شد که میزان فروش آن در ایالات متحده فقط ۳۴۶هزار دلار بود.
- انقلاب با انتقادهای منفی بسیاری از منتقدین نیز مواجه شد. عمده نقدها متوجه ایفای نقش (به خصوص ادای درست لهجه‌ها) نگارش فیلمنامه و همچنین انتخاب روایت (لوکیشن) فیلم جنگ انقلاب آمریکا در کشور "انگلستان" بود![۴]
- شکست در فیلم «انقلاب» منجر به جدایی چهارساله آل پاچینو از سینما شد. فیلم بعدی او «دریای عشق» بود که در سال ۱۹۸۹ ساخته شد.[۵]
- در همان سال اکران، آل پاچینو برای بدترین بازی نامزد جایزه «تمشک زرین» شد، هرچند برنده آن سال، سیلوستر استالونه بود![۶]

نسخه دیگری از این فیلم سال‌ها بعد (سال ۲۰۰۹) توسط کارگردان و با اضافه کردن سکانس‌های حذف شده در هنگام اکران و همچنین اضافه کردن گویندگی آل پاچینو بر روی فیلم به صورت دی وی دی عرضه شد. نام انتخاب شده برای عرضه جدید «انقلاب:ملاقات دوباره» بود.
در این نسخه ده دقیقه از فیلم کوتاه شده بود. از موارد قابل اشاره دیگر در این نسخه باید به مصاحبه آل پاچینو و هیو هادسون (کارگردان) اشاره کرد که به مشکلات ساخت و پخش این فیلم اشاره کردند. همچنین بر این عقیده بودند که این فیلم با استقبال آمریکایی‌ها روبرو می‌شد اما منتقدین فیلم را در حد آشغال جلوه دادند!
- در سال ۲۰۱۲ نیز نسخه جدیدتری با اضافه شدن تمام قسمت‌های حذف شده و به صورت بلو ری / دی وی دی در انگلستان عرضه شد. همراه با این نسخه کتابچه‌ای نیز عرضه شد که در آن نیک ردمن، مایکل بروک و منتقد فیلیپ فرنچ اعتقاد داشتند فیلم در زمان اکران قربانی سیاست‌های غلط و سوتفاهم فرهنگی شده‌است و «انقلاب:ملاقات دوباره» را یک «شاهکار» توصیف کردند.[۷]